# История китайской космонавтики

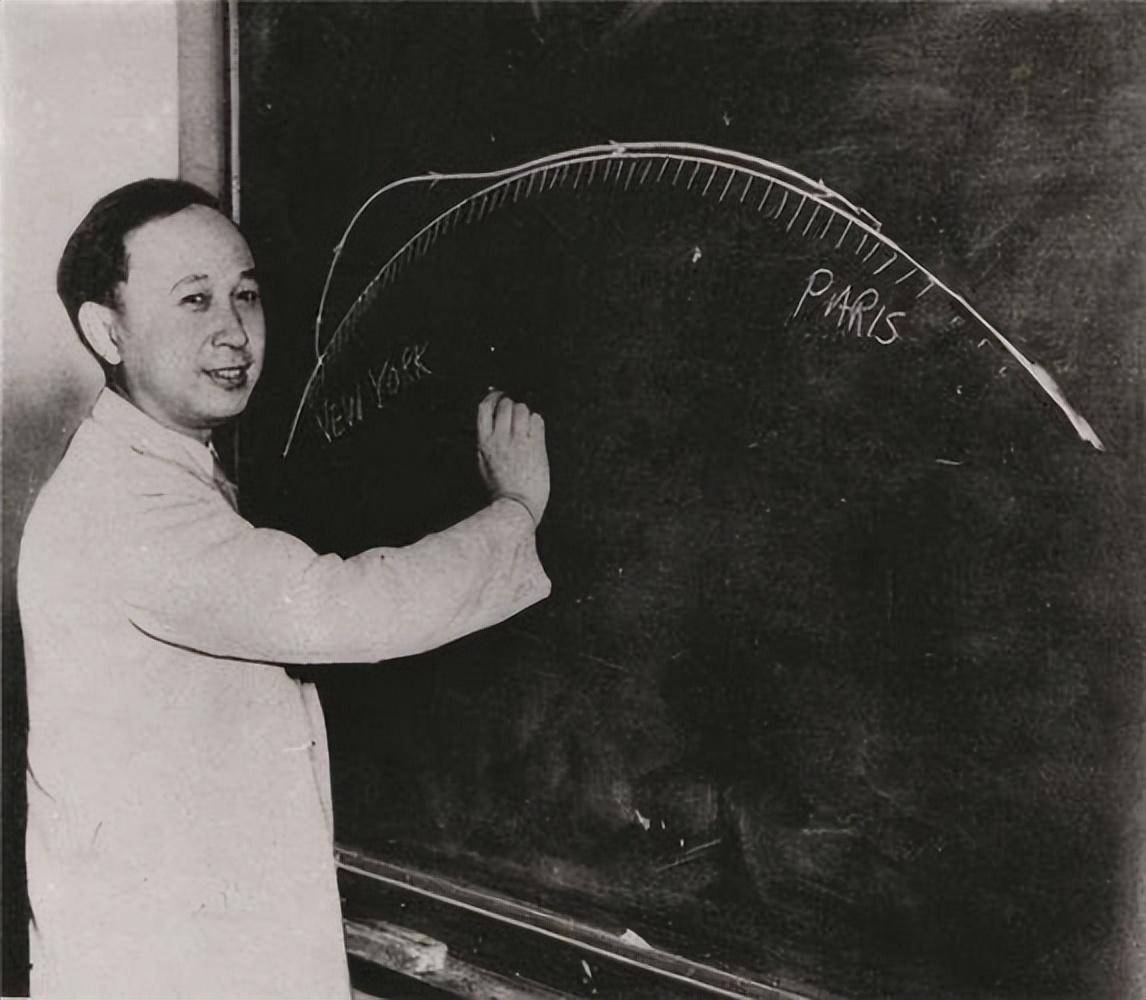
Цянь Сюэсэнь — китайский Королёв.

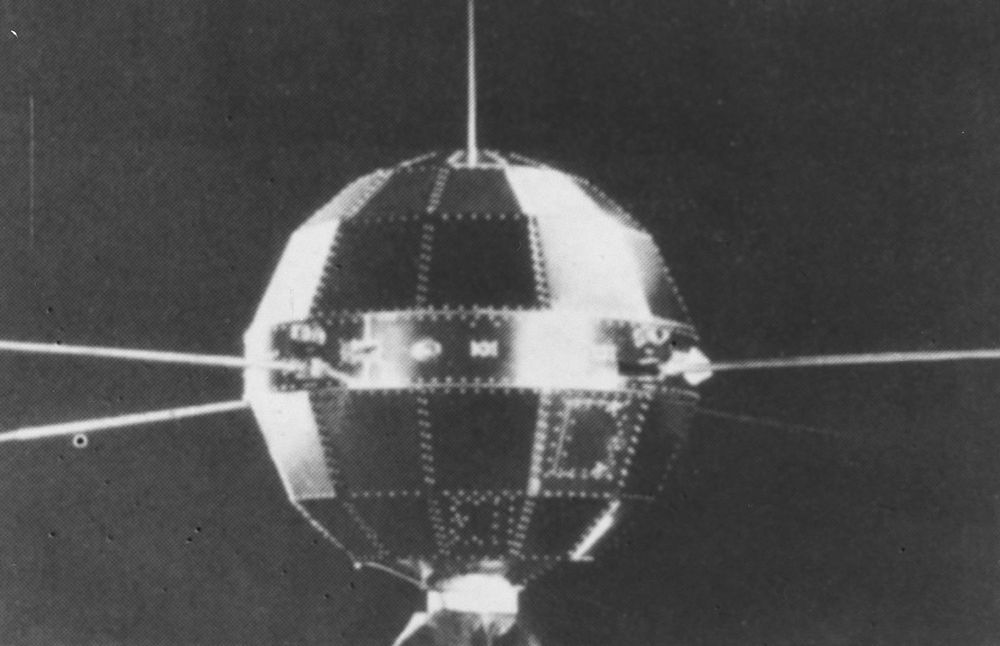
Первый спутник «Красный восток-1», — 24 апреля 1970 года.

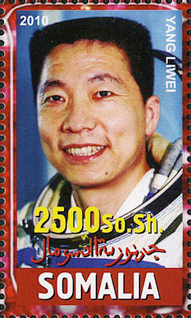
Первый космонавт, 2003 год. Ян Ливэй на марке Сомали.

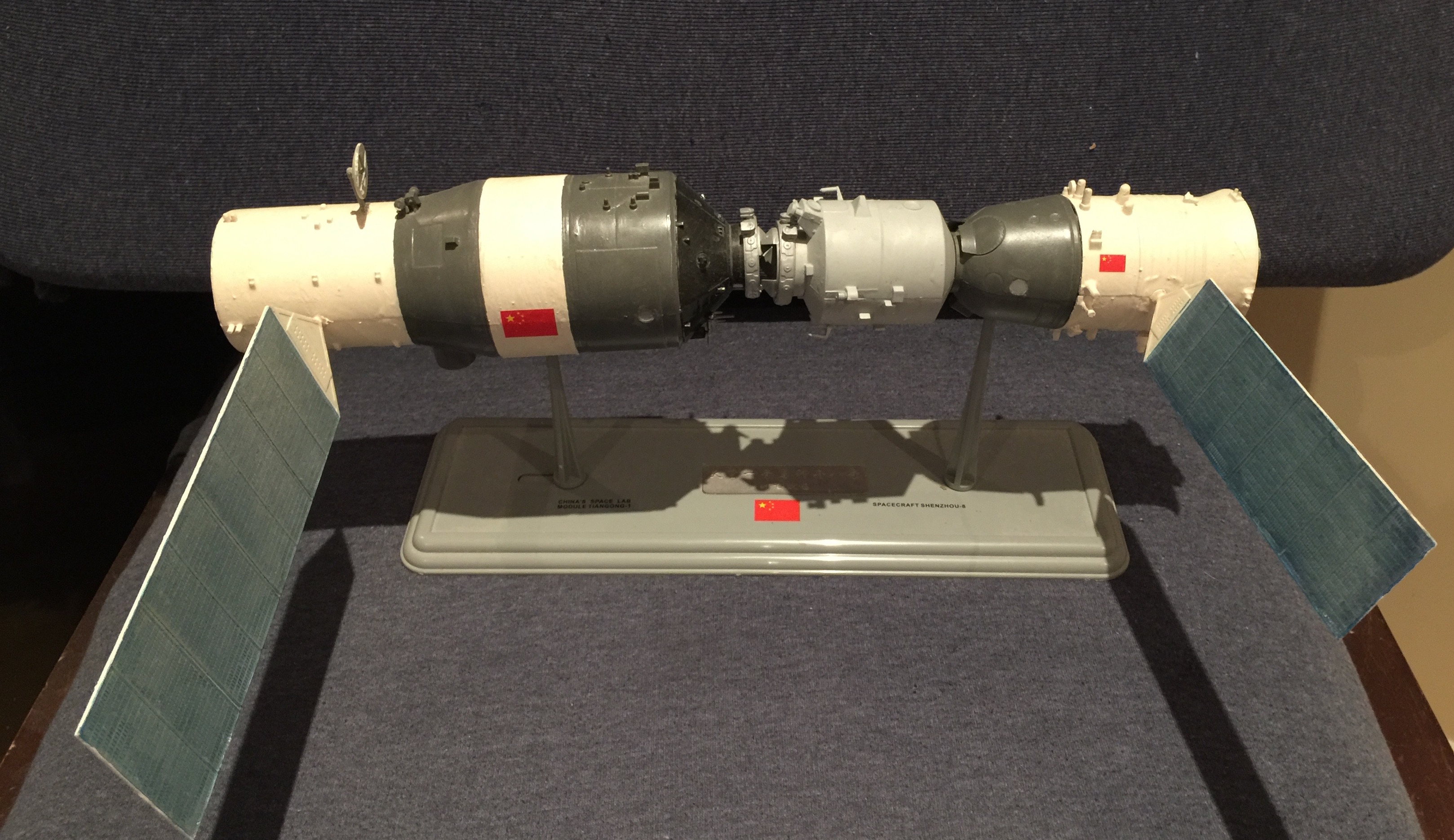
Первая орбитальная станция, «Небесный дворец - 1», 2011 год (справа на модели пристыкован корабль «Волшебная ладья»).

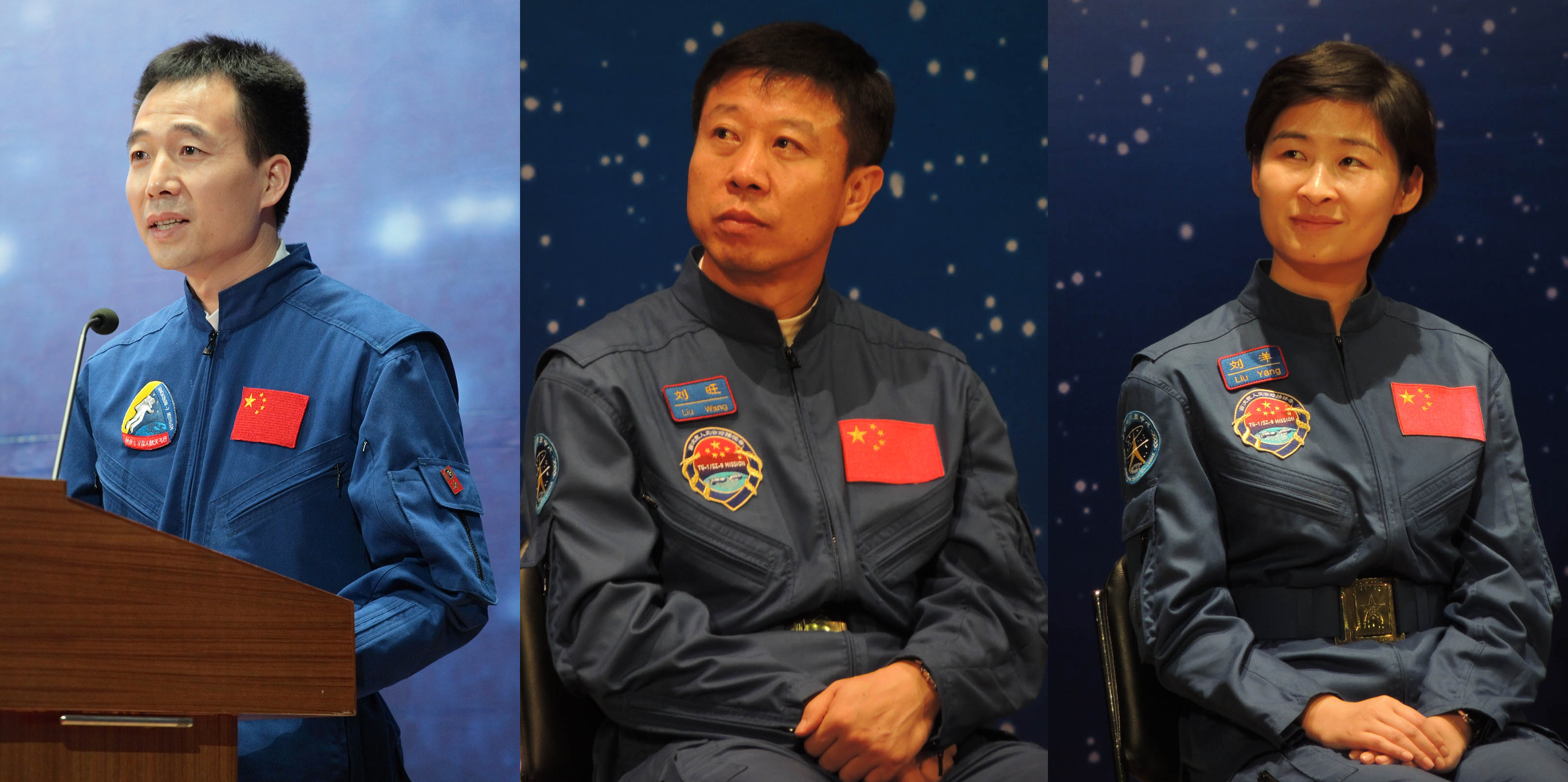
Первая экспедиция, 2012 год, корабль «Волшебная ладья-9», командир: Цзин Хайпэн, пилот: Лю Ван, космонавт-исследователь: Лю Ян.

Основателем космической программы в Китае считают Цянь Сюэсэня, долгие годы (с августа 1935) жившего в США и участвовавшего во многих американских аэрокосмических разработках. После обвинений ФБР Цяня Сюэсэня в «пособничестве коммунистам» он вернулся в Китай (1955) и возглавил работы по ядерной и ракетно-космической программам Китая.
Началом космической программы Китая можно считать 8 октября 1956 года, когда в КНР была создана 5-я академия Министерства обороны, проводившая разработки, связанные с ракетной тематикой, ещё с советской помощью. В ходе исследовательских полётов геофизических ракет в 1966 году в стратосферу была запущена ракета с двумя мышами на борту, а 14 и 28 июля в ходе двух запусков ракеты T-7A — собаки. От суборбитальных полётов животных, минуя орбитальные, в том же году было решено перейти к подготовке пилотируемого полёта человека.
1 апреля 1968 года в Китае сформирован НИИ аэрокосмической медицинской техники, главным образом создававший космические комплексы жизнеобеспечения, а также выбиравший и готовивший космонавтов. Для космических полётов было отобрано 19 человек, на основе опыта СССР и США выбиравшихся из лётчиков-истребителей.
24 апреля 1970 года Китай провёл успешный запуск своего первого спутника «Дунфан Хун-1» (кит. 东方红) (после одной неудачной попытки 16 ноября 1969 года). Благодаря данному запуску Китай стал 11-й страной с собственным спутником, но 5-й в мире и 2-й в Азии (отстав от Японии всего на несколько недель) космической державой.

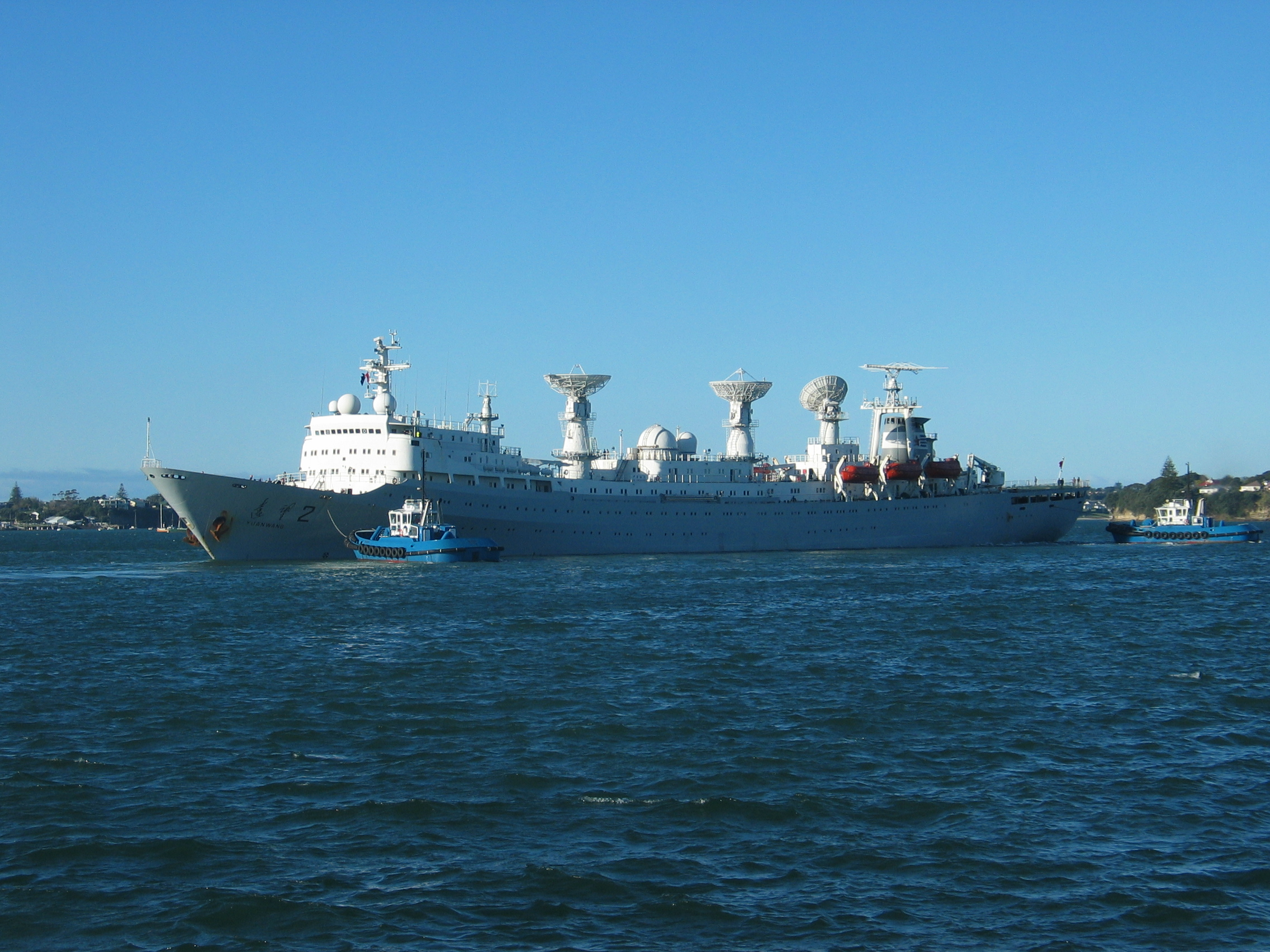
Китайский научный корабль «Юаньван-2» предназначенный для космических коммуникаций, гавань Вайтемата, Окленд, Новая Зеландия

Китай имел три программы создания пилотируемых космических кораблей. В случае реализации начатой в конце 1960-х гг первой программы «Шугуан» в планировавшийся срок (1973 год) Китай всего через 3 года после запуска своего первого спутника «Дунфан Хун-1» и всего через 12 лет после СССР и США стал бы в мире третьей космической державой, однако программа была прекращена в 1972 году, до достижения результата, по экономическим и политическим причинам. 26 ноября 1975 года Китай успешно запустил первый искусственный спутник Земли с возвращаемой капсулой, осуществившей посадку в намеченной области, что имело значение для будущего создания космического пилотируемого корабля. Однако проект ввиду дороговизны и недостаточных промышленно-технических ресурсов страны был приостановлен в 1975 году.
В конце 1970-х — начале 1980-х на базе спутников FSW существовала вторая китайская пилотируемая программа, которая была частично рассекречена и официально также прекращена без результата (хотя есть утверждения, что она была остановлена после неудачного запуска первого тайконавта в декабре 1978 или январе 1979).
В 1990-е годы специалисты украинского ВПК сыграли значительную роль в ракетной программе Китая, который в качестве двигателя для своих космических программ использовал советский РД-120. Тогда «Южмаш» и его сотрудники помогли наладить его массовое производство в Поднебесной и дали старт китайскому ракетостроению.
С 1993 года космическую программу координирует Национальное управление по исследованию космического пространства Китая, состоящее из департаментов генерального планирования, науки, технологий и контроля качеств, системных разработок, международного сотрудничества.
Реально космической сверхдержавой с пилотируемой космонавтикой Китай стал в 2003 году, по третьей пилотируемой программе «Шэньчжоу» — Проекту-921, преобразованному в 1992 году из Проекта-863 1986 года.
В 2018 г. Китай запустил 38 ракет (США — 17).
11 июня 2021 г. при помощи ракеты-носителя «Чанчжэн-2-ди» успешно выведен на орбиту Земли четыре спутниковых аппарата «Бэйцзин-3», «Зайсы-2», «Янван-1» и «Тайкун шиянь».
В июле 2021 г. успешно прошел пробный полет многоразового суборбитального корабля. Запуск корабля осуществился с космодрома «Цзюцюань», после совершив посадку в аэродроме Алашань-Юци.
10 декабря 2021 года КНР успешно осуществила запуск группы спутников «Шицзянь-6 05». Сообщается, что запуск состоялся в 03.11 по московскому времени с космодрома Цзюцюань. Спутники планируется использовать для исследования космоса и испытания новых технологий.
20 марта 2024 г. китайское национальное космическое управление заявило, что с космодрома Вэньчан был проведен пуск ракеты-носителя «Чанченг-8» (Changzheng-8) со спутником-ретранслятором «Сорочий мост-2» (Цюэцяо-2). Сообщается, что ретранслятор позволит установить связь с зондами, находящимися на обращенной от Земли стороне Луны.